# Huștiu, Galați
Huștiu este un sat în comuna Priponești din județul Galați, Moldova, România. Deși mai este trecut în evidențele statistice, ultimul locuitor al satului l-a părăsit în 1977.